# Шодфонд сир Лајон
Шодфонд сир Лајон (фр. Chaudefonds-sur-Layon) насеље је и општина у западној Француској у региону Лоара, у департману Мен и Лоара која припада префектури Анже.
По подацима из 2011. године у општини је живело 959 становника, а густина насељености је износила 64,93 становника/km². Општина се простире на површини од 14,77 km². Налази се на средњој надморској висини од 29 метара (максималној 95 m, а минималној 12 m).

## Демографија
| 1962. | 1968. | 1975. | 1982. | 1990. | 1999. | 2011. |
| ----- | ----- | ----- | ----- | ----- | ----- | ----- |
| 748   | 791   | 764   | 817   | 827   | 791   | 959   |

График промене броја становника у току последњих година